# Acontia malagasy
Acontia malagasy är en fjärilsart som beskrevs av Pierre E.L. Viette 1965. Acontia malagasy ingår i släktet Acontia och familjen nattflyn. Inga underarter finns listade i Catalogue of Life.